# Магалі міомбовий
Мага́лі міомбовий (Plocepasser rufoscapulatus) — вид горобцеподібних птахів ткачикових (Ploceidae). Мешкає на півдні Центральної Африки.

## Поширення і екологія
Міомбові магалі мешкають в Анголі, Замбії, на півночі Малаві, на півдні Демократичної Республіки Конго та локально на заході Танзанії (Руква). Вони живуть в лісистих саванах міомбо. Зустрічаються зграйками, живляться насінням і комахами, гніздяться колоніями.